# Синельников, Алан
А́лан Сине́льников (латыш. Alans Siņeļņikovs; 14 мая 1990, Рига) — латвийский футболист, полузащитник клуба РФС. Выступал в национальной сборной Латвии.

## Карьера

### Клубная карьера
Воспитанник рижского «Сконто», в августе 2007 году Алан Синельников перешёл в ряды клуба «Олимп». В начале 2009 года он вернулся в «Сконто», с которым уже в феврале принял участие в розыгрыше Кубка Президента Туркменистана, дойдя в итоге до финала. Из-за малой игровой практики в сезоне 2009 года, летом «Сконто» отдал Алана Синельникова в аренду «Олимпу», сроком на полгода.
После окончания сезона 2013 года, Алан Синельников обратился в Латвийскую футбольную федерацию с просьбой присвоить ему статус свободного агента, в связи с невыплаченной ему зарплатой. Вскоре он отправился на просмотр в чешский клуб «Баник» из города Острава, а 25 января 2014 года было объявлено, что Алан Синельников подписал контракт с клубом по системе 1+1,5 года.

## Достижения
- Чемпион Латвии: 2010
- Серебряный призёр чемпионата Латвии: 2012, 2013
- Обладатель Кубка Латвии: 2011/12
- Победитель Балтийской лиги: 2010/11
- Финалист Кубка Президента Туркменистана: 2009